# Джузепе Джоакино Бели
Джузепе Джоакино Бели (на италиански: Giuseppe Gioachino Belli) е италиански поет.

## Биография
Роден е на 7 септември 1791 година в Рим. От младежка възраст започва да пише стихове. Създава над 2 хиляди сонета, често със сатирично съдържание, като е най-известен с популярните си злободневни стихове на римски диалект. След смъртта на съпругата си през 1837 година изпада в материални затруднения и от края на 40-те години почти не пише.
Джузепе Джоакино Бели умира от инсулт на 21 декември 1863 година в Рим.